# Rancid
Rancid – amerykański zespół punkrockowy.
Został założony przez Tima Armstronga i Matta Freemana z zespołu Operation Ivy, łączącego ze sobą muzykę ska i punk. W zespole grają także Branden Steineckert i Lars Frederiksen. Muzyka Rancid to połączenie stylów muzycznych takich jak punk, ska czy czasem reggae.

## Historia
Tim Armstrong i Matt Freeman mieszkali w enklawie Albany, w stanie Kalifornia (małe miasteczko blisko Berkeley). Zaprzyjaźnieni od piątego roku życia zaczęli grać razem w liceum i w 1987 roku założyli krótko istniejący, ale wpływowy zespół – Operation Ivy. Zespół ten szybko stał się elementem sceny muzycznej w East Bay, której ośrodkiem był klub na Gilman Street. Z klubem tym, nieco później, związał się zespół Rancid. Operation Ivy rozpadło się w 1989 r. Tim szukał możliwości grania w nowym zespole i we wrześniu 1991 r. stworzyli z Mattem zespół Rancid. Potrzebowali perkusisty, więc Tim zwrócił się do swojego przyjaciela, Bretta Reeda, z którym dzielił mieszkanie nad sklepem monopolowym na granicy South Berkeley i North Oakland. Brett grał z nimi przez 6 miesięcy. Dwa miesiące po dołączeniu Bretta, w 1992 r., Rancid wydał swój pierwszy singel dla firmy fonograficznej z Berkeley – Lookout! Records (firmy, która wydała także m.in. późniejszą składankę Operation Ivy). Trochę później Rancid podpisał kontrakt z Epitaph Records, nagrywając i wydając w 1993 roku debiutancki album pt. Rancid. W międzyczasie zespół poszukiwał drugiego gitarzysty. Na jednym z koncertów zagrał z nimi Billie Joe Armstrong z Green Day, (nie spokrewniony z Timem), miał on też swój udział w pisaniu piosenki "Radio", która ukazała się na płycie Let’s Go.) Propozycję wspólnego grania Rancid złożył Larsowi Frederiksenowi z Campbell w Kalifornii, który wcześniej grał m.in.w UK Subs. Lars początkowo odmówił, gdyż był w tym czasie związany z zespołem Slip. W 1993 r., gdy Slip się rozpadł, Lars przyjął propozycję Rancida. Album z 1994 r. pt. Let’s Go, który zawierał 23 piosenki nagrane na żywo w cztery dni, powtórzył sukces debiutu z poprzedniego roku. W 1995 roku wydano album ...And Out Come The Wolves, a na nim piosenki : "Roots Radicals", "Time Bomb" i "Ruby Soho". W 1995 Rancid ruszył w drogę. Trasa koncertowa "...And Out Come The Wolves" zakończyła się w 1996 roku, festiwalem Lollapalooza, na którym Rancid grał u boku Ramonesów i zespołów takich jak Metallica, Soundgarden i innych. Po zakończeniu trasy koncertowej, zespół zdecydował się na przerwę. W 1998 r. Rancid wydał kolejny album, zatytułowany Life Won't Wait. Płyta ta jest utrzymana w klimacie reggae, jednak poszczególne utwory są zróżnicowane muzycznie. Duży wpływ na to miał fakt, iż płyta ta była nagrywana przez ponad rok, w wielu różnych miejscach: w San Francisco, Los Angeles (w studiu Tima, Bloodclot Studios), Nowym Jorku, Nowym Orleanie i na Jamajce. W pochodzącym z tej płyty utworze "Hooligans", występują Roddy Radiation, Lynval Golding i Neville Staples z The Specials. Następną płytę zatytułowaną Rancid, zespół wydał w 2000 roku. Album ten był zupełnie inny niż pozostałe płyty zespołu, nie było na nim innych stylów niż hardcore punk. W 2003 powstała płyta Indestructible. W roku 2005 kapela tymczasowo zawiesiła działalność ponieważ Tim Armstrong i Lars Frederiksen pracowali nad płytą Viking zespołu Lars Frederiksen and the Bastards, ten pierwszy wydał również album ze swoim zespołem The Transplants. W 2006 zespół powrócił do koncertowania. We wrześniu tego roku Rancid opuścił perkusista Brett Reed i został zastąpiony przez Brandena Steineckerta, byłego członka The Used. Muzycy formacji, poza działalnością w zespole, zajmują się również produkcją muzyczną, filmową oraz reżyserią.

## Tematyka wybranych piosenek
- "Don Giovanni" – Don Giovanni to tytuł i główny bohater opery skomponowanej przez Wolfganga Amadeusa Mozarta
- "Salvation" – opowiada o przeżyciach Tima, gdy pracował w Armii Zbawienia (ang. Salvation Army)
- "Journey To The End Of The East Bay" – utwór o Operation Ivy,
- "Travis Bickle" – nawiązuje do bohatera filmu Martina Scorsese pt. "Taksówkarz", Travisa Bickle (grał go Robert De Niro).
- "Leicester Square" – opowiada prawdziwą historię chłopaka który starał się zerwać ze swoją gangsterską przeszłością.
- "Loki" – Loki to bóg nocy w mitologii nordyckiej
- "Rwanda" – piosenka o Rwandzie w 1994
- "As Wicked" – w słowach "I always end up back on the hill, looking down at the landfill" chodzi o wzgórze Albany Hill w Albany (Kalifornia) gdzie Matt i Tim dorastali
- "Warsaw" – piosenka o stanie wojennym w Polsce

## Skład zespołu
- Tim Armstrong – wokal, gitara (od 1991)
- Lars Frederiksen – gitara, wokal (od 1993)
- Matt Freeman – gitara basowa, wokal (od 1991)
- Branden Steineckert – perkusja (od 2006)

### Byli członkowie
- Brett Reed – perkusja (1991-2006)

## Dyskografia
- Rancid EP (1993)
- Let’s Go (1994)
- ...And Out Come the Wolves (1995)
- Life Won't Wait (1998)
- Rancid (2000)
- Indestructible (2003)
- B Sides and C Sides (2007 – online, 2008 – wydanie płytowe)
- Let The Dominoes Fall (2009)
- …Honor Is All We Know  (2014)
- Trouble Maker (2017)